# Hotel Waldek
Hotel Slovan (původně Hotel U císaře rakouského, po roce 1918 Hotel Waldek) je mohutný novobarokní hotelový dům v centru Plzně na adrese Smetanovy sady 75/1, na Jižním předměstí, Plzeň 3, 301 00. Byl vystavěn pro podnikatele Augustina Waldeka prestižním vídeňským architektonickým ateliérem Fellner & Helmer v letech 1890 až 1893.

## Dějiny stavby
Na parcele stál od počátku 19. století původně zájezdní hostinec U císaře Ferdinanda, v těsné blízkosti nově vytvořeného parkového sadového okruhu na místě někdejších městských hradeb. V polovině 19. století odsud rodina Hahnenkammova, provozující v Plzni povoznictví, vypravovala dostavníky do Prahy a Klatov. Dostavníkové podnikání pak zlikvidovala nově postavená železnice z Prahy do Bavorska, která sem byla dovedena roku 1862.
Dům zakoupil Augustin Waldek, člen vimperské podnikatelské rodiny Waldeků, příbuzný velkopodnikatele Františka von Waldeka. Hostinský dům byl stržen a vznikla zde nová dvoupatrová hotelová budova. V zadní části parcely byl s hotelem stavebně propojen koncertní sál, postavený v letech 1874 až 1877, v pozdějších letech pak fungující jako loutkové Divadlo Alfa.
Roku 1885 zde při své návštěvě Plzně přenocoval rakouský císař František Josef I., což bylo pro podnik zásadně prestižní událostí.

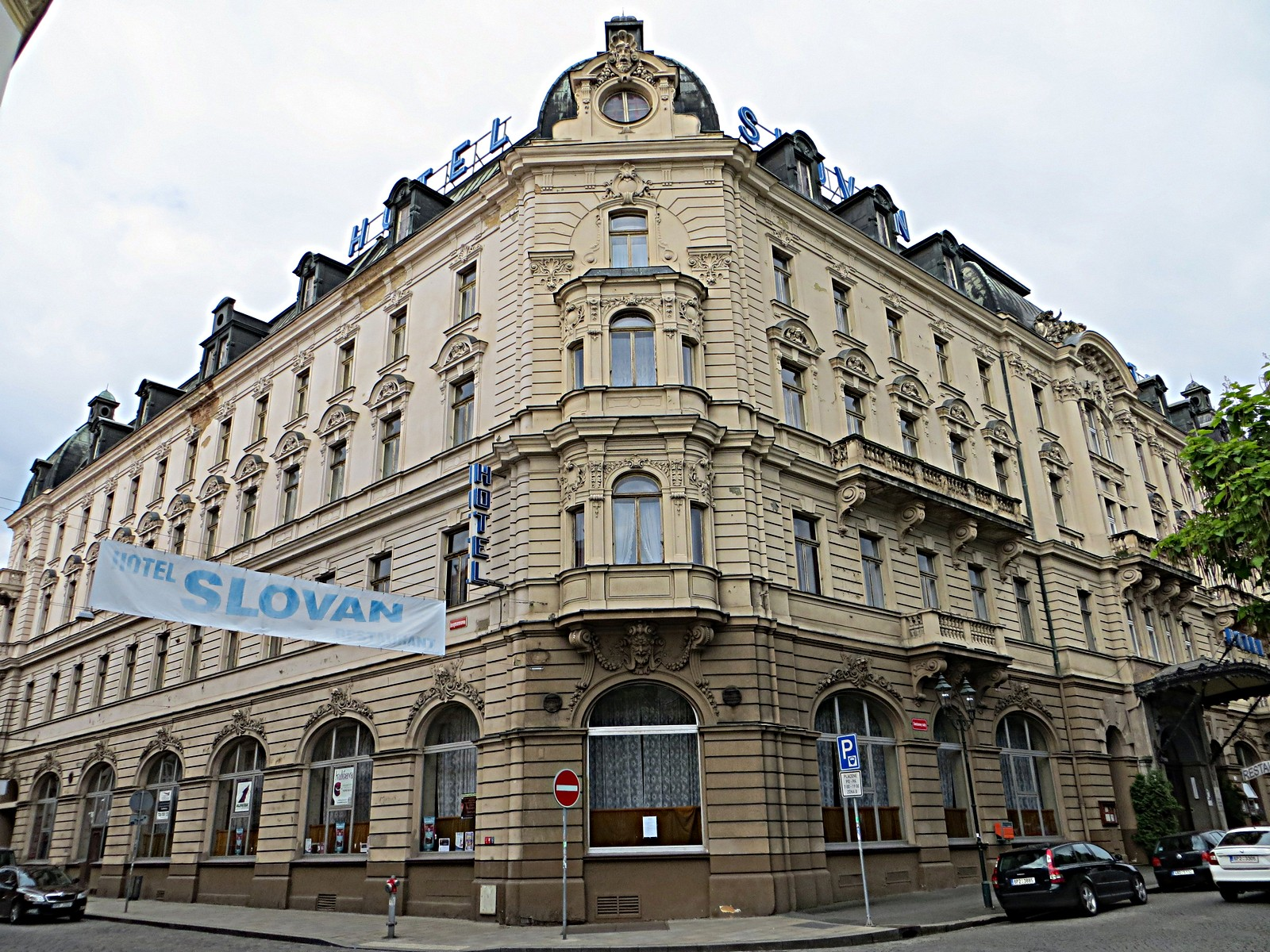
Pohled z rohu Smetanových sadů a Jungmannovy ulice

Nový luxusní hotel si nechal Waldek vystavět v letech 1890 až 1893, návrh budovy vypracoval architektonický ateliér Fellner & Helmer z Vídně, specializující se na rozměrné a reprezentativní stavby. Hotel měl vlastní kavárnu a restauraci orientovanou směrem do Kopeckého sadů, které byly oblíbeným městským korzem. Hotel byl nadále vyhledáván významnými osobnostmi tehdejšího společenského života, při svých návštěvách zde byl například ubytován skladatel Antonín Dvořák. V roce 1907 byl při schůzi v prvním patře hotelu založen šesti automobilovými nadšenci a majiteli strojů místní autoklub, který následně sídlil ve dvoře hotelu s průjezdem do Wankovy (pozdější Jungmannovy) ulice.
20. května 1917 byla některá okna hotelu rozbita následkem tlakové vlny po sérii masivních výbuchů v 6 kilometrů vzdálené muniční továrně Škoda, připomínaných jako Bolevecká katastrofa.
Vznik samostatného Československa roku 1918 si z politických důvodů vynutil změnit název hotelu na Waldek, po rodině majitelů. Po převzetí moci ve státě komunistickou stranou v Československu v únoru 1948 nebylo přípustné, aby hotel nesl název osob buržoazní třídy, byl tedy přejmenován na Slovan.

## Architektura stavby
Hotelová budova byla vystavěna z letech 1890 až 1893 na pozemku o půdorysu ve tvaru písmene L s hlavním severním čelem a jedním východním křídlem orientovaným do Jungmannovy ulice v neobarokním slohu. V centrální ose budovy, kterou tvoří patrově vrstvený portál se zastřešeným vchodem, se nachází centrální schodiště stavby. V přízemí byly vybudovány restaurační prostory s prosklenými vitrínami s výhledem do ulice a samostatným vchodem v rohové části stavby. Hotel U císaře rakouského řadit k největším stavbám hotelů z doby Rakouska-Uherska v České republice.
V horní části štukatury portálu se nachází plastická podobizna tváře Augustina Waldeka, hned pod prostorem, kde byl kdysi napsán název hotelu.
V 70. nebo 80. letech 20. století byl interiér hotelu dobově přeměněn, pravděpodobně v této době došlo k zazdění rohového vchodu do restaurace.